# Dato’ Jamaluddin bin Sabeh
Dato' Jamaluddin bin Sabeh (ur. 24 lutego 1955) – malezyjski dyplomata. Od 27 sierpnia 2012 akredytowany jako ambasador nadzwyczajny i pełnomocny Malezji w Rzeczypospolitej Polskiej.
Wykształcenie:
- licencjat (z wyróżnieniem), Państwowy Uniwersytet Malezji.

Kariera zawodowa:
- 1983 – zastępca sekretarza ds. protokołu w MSZ
- 1987 – drugi sekretarz, Stałe Przedstawicielstwo Malezji do Narodów Zjednoczonych w Nowym Jorku
- 1990 – zastępca dyrektora ds. ASEAN w MSZ
- 1992 – konsul w Pekan Baru w Indonezji
- 1995 – zastępca sekretarza ds. Azji Południowo‑Wschodniej w MSZ
- 1999 – radca w Hanoi
- 2001 – konsul generalny w Ho Chi Minh
- 2004 – chargé d’affaires a.a. w Bukareszcie
- 2007 – zastępca dyrektora generalnego ds. ASEAN w MSZ
- 2009 – wysoki komisarz w Bangladeszu.